# 重安县
重安县，中国古县名。
东汉永建三年（128年）改钟武县置，治所在今湖南省衡阳县西北。后置侯国。三国时，东吴复为县。隋朝开皇九年（589年）废入衡阳县。唐朝武德四年（621年）复置。七年又废，入衡阳县。东汉至南朝宋属零陵郡，南齐至南陈属湘东郡。唐朝初年，属衡州。